# Bandeira das Turcas e Caicos
A bandeira das Ilhas Turcas e Caicos é um dos símbolos oficiais desse território ultramarino britânico. Sua atual versão foi adotada em 7 de novembro de 1968, e modificada em 1999. Antes disso, diversas bandeiras foram usadas no território.

## História

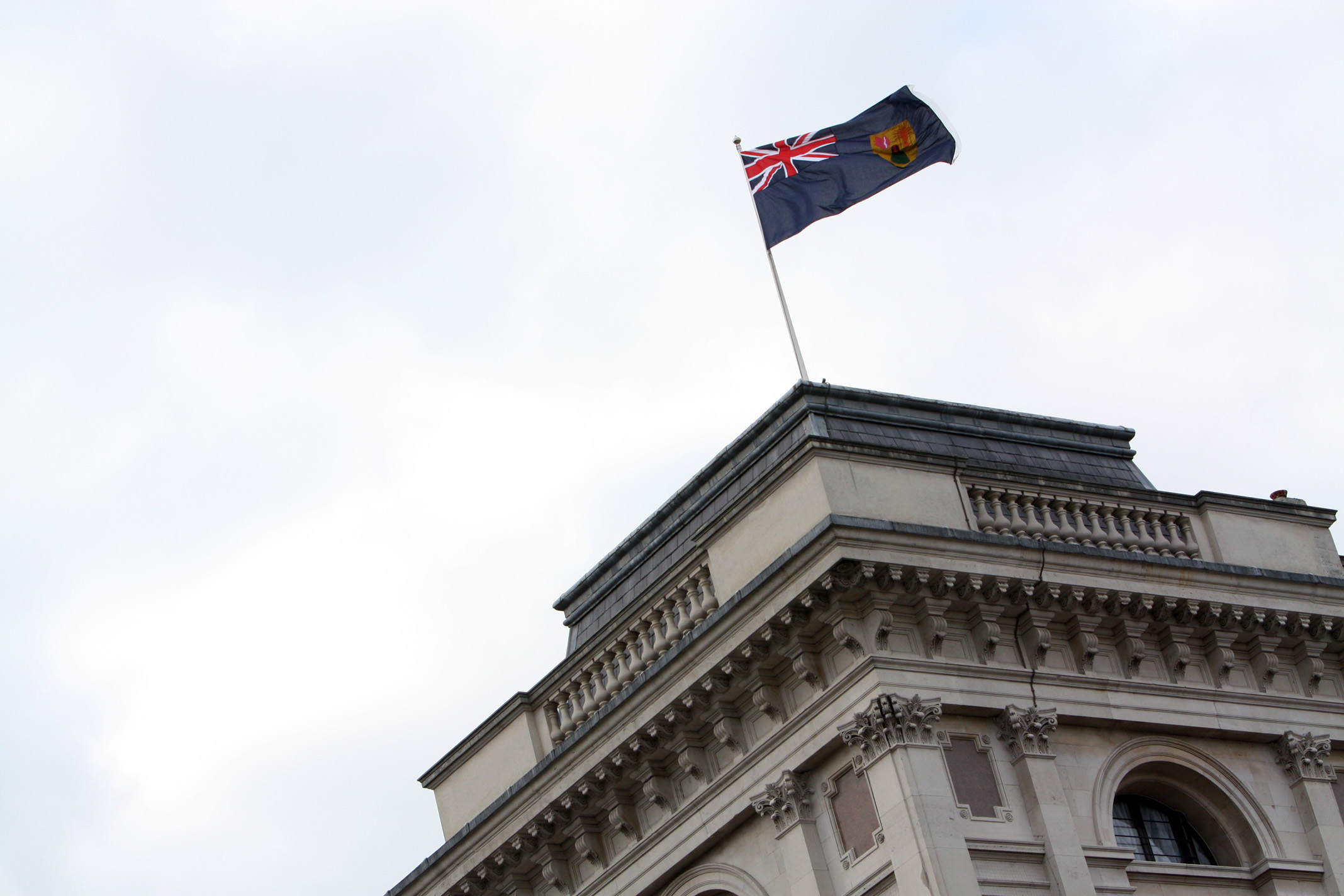
A bandeira do arquipélago tremulando no edifício do Ministério das Relações Exteriores em Londres

Devido as constantes mudanças de soberanias, status e estados associados, várias bandeiras foram usadas no território ao longo de sua história.

### Período colonial e território associado
Traçar a história jurisdicional das bandeiras das Ilhas Turcas e Caicos é difícil porque seu controle mudou com frequência. Os registros de Ponce de León registram sua chegada a Caicos em 9 de março de 1513. Após esse contato, os espanhóis partiram sem estabelecer uma colonização. A partir disso, espanhóis, franceses e britânicos revezaram-se no controle, terminando o território por se fixar com na Grã-Bretanha. Assim, as respectivas bandeiras desse impérios coloniais foram usadas no arquipélago.
Com o início do controle britânico, não foi designado um governo local para o território, o mesmo foi anexado às Bahamas. Apesar da aparente luta pelo controle, as Ilhas não tinham elementos atrativos como outras ilhas do Caribe. Elas não estavam nas principais rotas de navegação, tinham ancoradouros ruins e não possuíam ouro ou chuvas suficientes para as plantações de açúcar. O sal era o única commodity relevante. Durante esse período, a Bandeira da Grã-Bretanha e depois a Bandeira do Reino Unido foram usadas, respectivamente.
Em 1848, as ilhas passam a ser uma dependência da Jamaica, permanecendo nessa situação até 1959, quando tornaram-se uma colônia separada. Nesse período, a bandeira do Reino Unido foi usada até a adoção de uma bandeira específica para a Jamaica em 1875. Na sequencia, de 1875 a 1958 foram usadas as sucessivas versões da bandeira jamaicana. No período de 1958 a 1962 a Jamaica passa a fazer parte da Federação das Índias Ocidentais Assim, a bandeira da Federação passa a ser a também bandeira oficial durante esse período.

Bandeira do Império Espanhol até 1710
Bandeira do bandeira branca da Casa de Bourbon, usada de 1753 a 1783
Bandeira da Grã-Bretanha, usada de 1799 a 1848
Bandeira do Reino Unido, usada de 1801 a 1875
Bandeira da Jamaica, usada de 1875 a 1906
Bandeira da Jamaica, usada de 1906 a 1957
Bandeira da Jamaica, usada de 1906 a 1958
Bandeira usada entre 1958 e 1962, quando fazia parte da Federação das Índias Ocidentais

### Bandeira própria
Com a dissolução da Federação das Índias Ocidentais em 1962, ocorre a independência da Jamaica. Contudo, o governador da Jamaica permaneceu também como governador das ilhas Turcas e Caicos. Entre 1962 e 1965, o administrador das Ilhas Turcas e Caicos se reportava-se diretamente a Londres e, em seguida, entre 1965 e 1973, o administrador voltou a ser subordinado ao Governador das Bahamas. Em 1973, quando as Bahamas se tornaram um território à parte, a posição de administrador se tornou governador. Com a dissolução da Federação das Índias Ocidentais, Turcas e Caicos passa a ter, pela primeira vez  na história, uma bandeira própria, que também era um pavilhão britânico azul com o antigo brasão de armas do território. Essa bandeira que foi usada até 1968. Essa versão com o escudo das armas recebeu a aprovação do College of Arms em 1965 e publicada no “Standards” Volume 3, página 113; em 7 de novembro de 1968.
O antigo brasão de armas apresentava um navio no mar a partir de uma praia com o nome das ilhas em círculo. Também mostrava um homem trabalhando na praia entre duas pilhas de sal. Isso se refere à indústria do sal que dominou a economia das Ilhas Turcas e Caicos. O Livro da Bandeira do Almirantado de 1889 introduziu algum sombreamento na pilha de sal do lado esquerdo e o que parece ser uma porta na pilha de sal do lado direito. Isso levou à confusão sobre o que realmente eram as pilhas de sal, sugerindo que seria, na verdade,  um iglu.
A atual versão da bandeira foi adotada em 1968. Nessa bandeira foi inserido o escudo retirado do brasão de armas do território e contém uma concha, uma lagosta e um cacto. Esse brasão de armas foi concedido em 28 de setembro de 1965 e substituiu o brasão circular presente na bandeira de 1962. Em 1999 a bandeira sofre uma alteração. A diferença consistiu no fato de que o brasão possuía dimensões menores e não estava separado por linha branca do campo azul. Essa versão foi usada até 1999, quando seu tamanho foi ampliado e alinha banca inserida. Essa mudança ocorreu porque, em 1999, o Ministério da Defesa do reino Unido encarregado das bandeiras, decidiu, em consulta ao College of Arms, que os escudos em muitas bandeiras britânicas eram muito pequenos para identificação. Eles também não combinaram com as bandeiras mais recentes concedidas diretamente pela rainha, através do College of Arms, que possuem distintivos muito maiores. Assim, o Ministério da Defesa decidiu aumentar o tamanho dos brasões das bandeiras dos Territórios Ultramarinos Britânicos. Martin Grieve observou que o escudo também sofreu outra alteração. A concha atual é toda rosa, em oposição às manchas brancas.

Bandeira usada de 1962 a 1968. Essa versão trazia o antigo brasão de armas.
Bandeira usada de 1968 a 1999
Bandeira usada de 1999 à atualidade

## Desenho

Brasão de armas de Turcas e Caicos

Seu desenho consiste em um retângulo de proporção comprimento-largura de 2:1. É um pavilhão britânico azul com o escudo do Brasão de armas de Turcas e Caicos no batente (lado direito da bandeira). Suas cores principais são o azul pantone 281C, e o vermelho, 186C.
| Cor | Sistema Pantone | CMYK        | RGB           | Hex     |
| --- | --------------- | ----------- | ------------- | ------- |
|     | Branco          | 0.0.0.0     | 255, 255, 255 | #FFFFFF |
|     | Azul 281C       | 100.78.0.57 | 0, 32, 91     | #00205B |
|     | Vermelho 186C   | 0.100.80.5  | 200, 16, 46   | #C8102E |
|     | Amarelo 115C    | 0.4.88.0    | 253, 218, 37  | #FDDA25 |

O escudo é do tipo clássico com proporção de 62:120 em relação à altura da bandeira, com um fundo amarelo-ouro orlado por uma faixa branca estreita. Inserido nesse escudo há os seguintes elementos: o desenho ma concha-rainha no lado superior esquerdo, uma lagosta espinhosa no lado superior direito e um cacto-cabeça-de-turco na parte inferior.

## Simbolismo
O pavilhão britânico azul simboliza os laços com o Reino Unido. A concha-rainha e a lagosta espinhosa representam a fauna local. Esses seres aquáticos sempre foram fontes de alimento muito importantes para aqueles que vivem em Turcas e Caicos, especialmente no período anterior às últimas décadas.
O cacto-cabeça-de-turco representa a flora local. Esse nome decorre do fato de que sua inflorescência se assemelha a um fez (ou tarbush), Um tipo de chápeu que tornou-se muito popular durante o Império Otomano, quando foi incorporado ao traje oficial do governo. Esse cacto em formato de barril, que é nativo do arquipélago Turcas e Caicos e outras ilhas do Caribe, foi provavelmente selecionado para a bandeira porque supunha-se que ele era o responsável pelos nome "turks" ("turcos") em Turcas e Caicos. Contudo, evidências sugerem que o arquipélago não recebeu o nome dos cactos, mas sim os piratas. Isso decorre do fato de que, nos séculos anteriores, "turco" era sinônimo de "pirata" devido aos corsários islâmicos que atacavam o Mediterrâneo, a África e a Europa. Assim, como Turcas e Caicos já foi um paraíso para piratas, o termo Turks foi escrito em mapas por um antigo cartógrafo para servir como um aviso. O nome continuou sendo utilizado desde então.

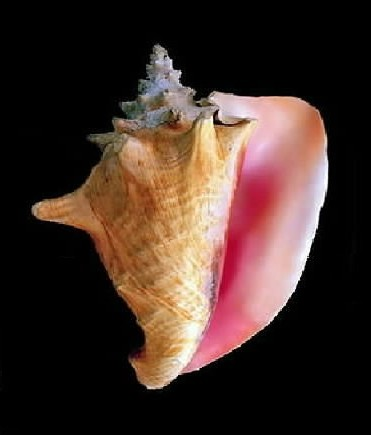
Concha-rainha
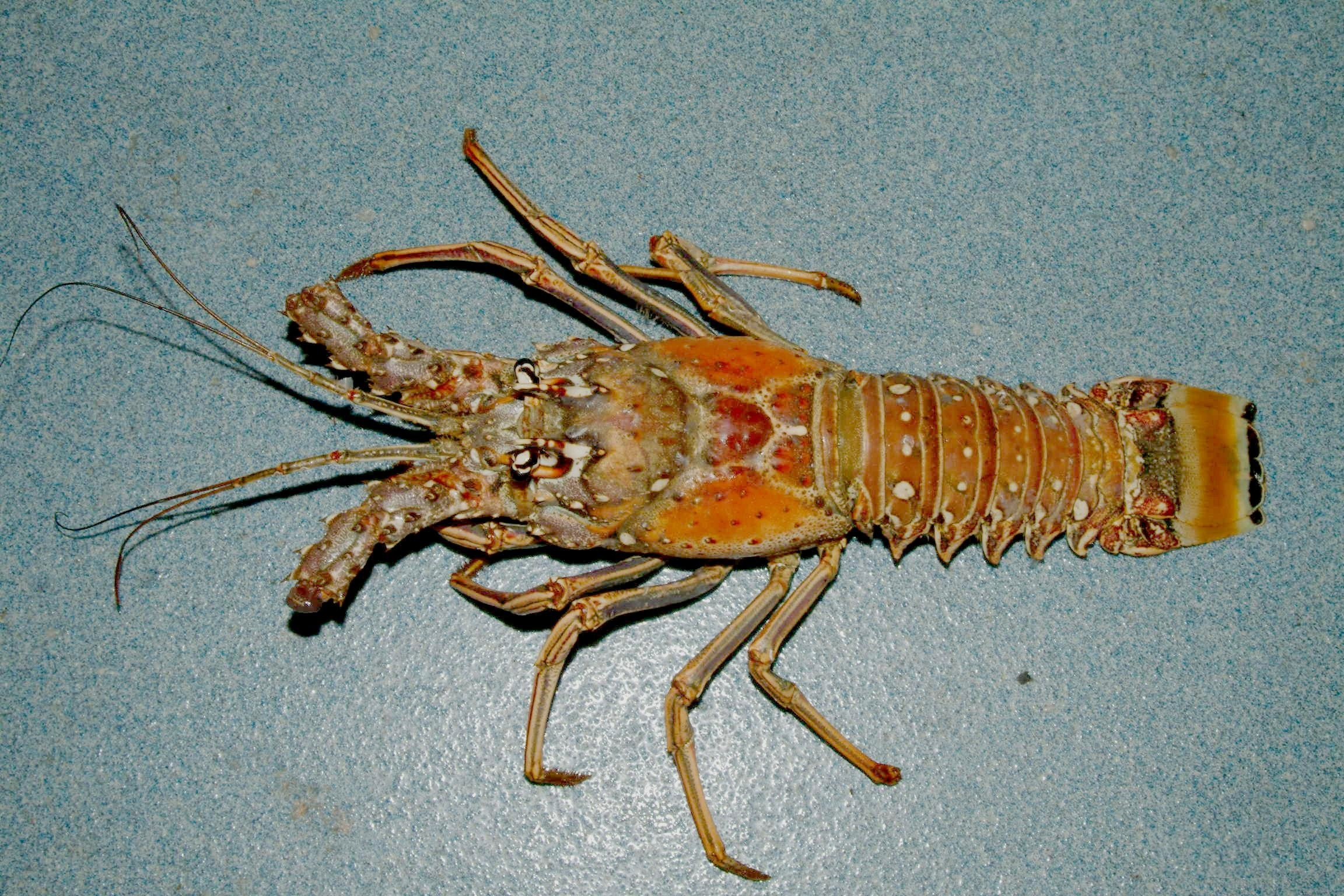
lagosta espinhosa
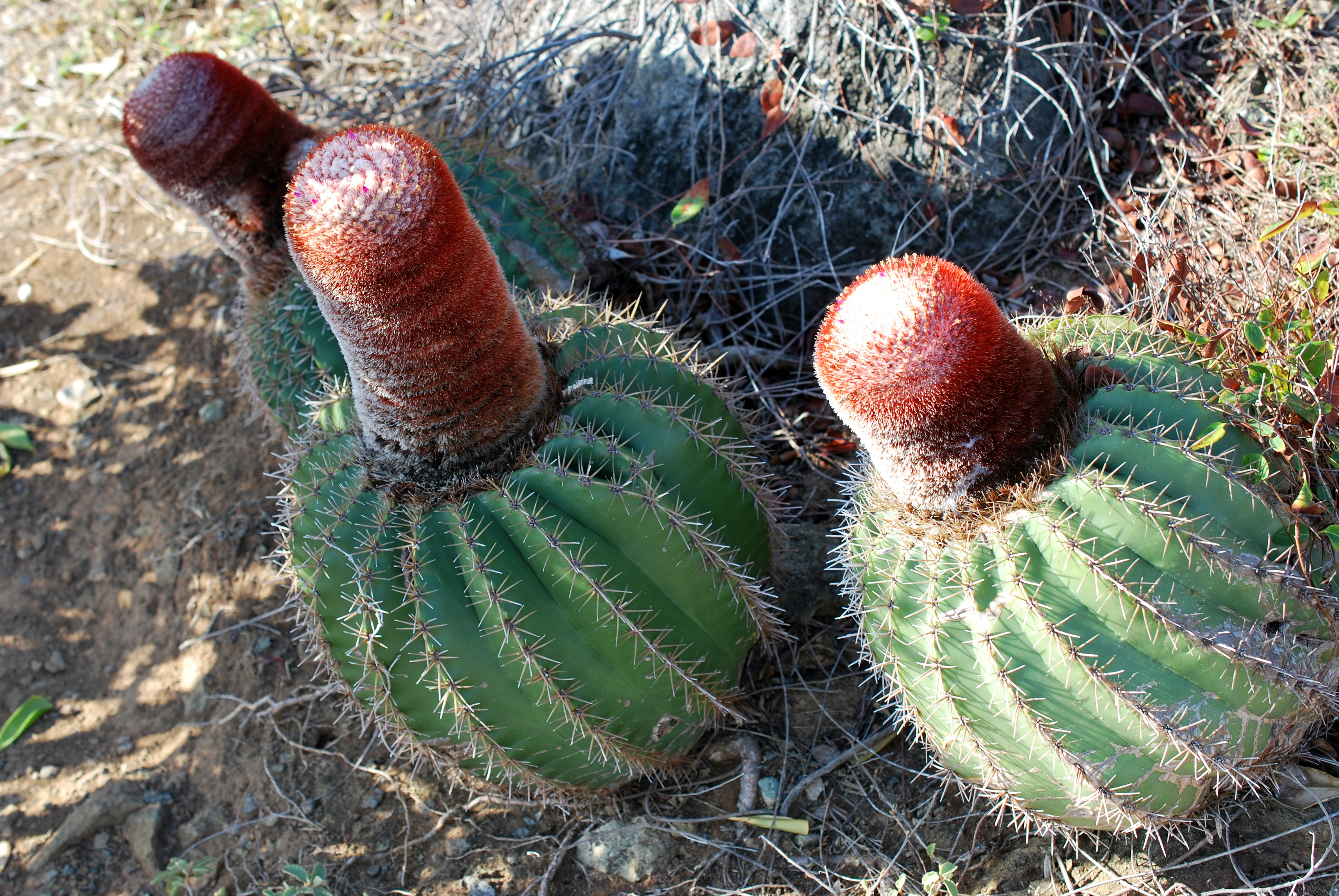
cactos-cabeça-de-turco

## Bandeira do Governador

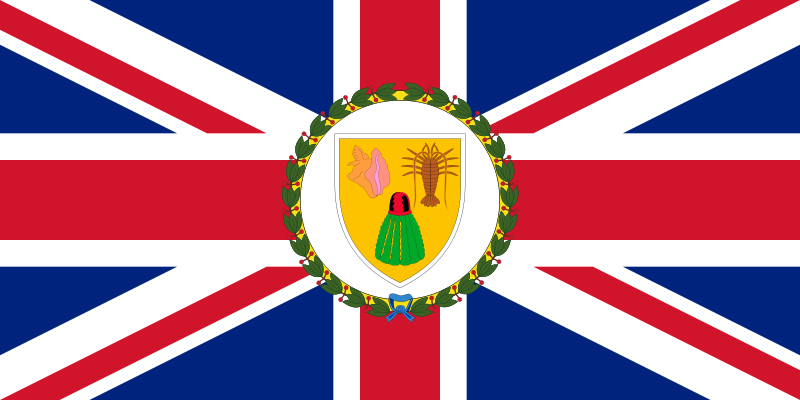
Bandeira do governador

O governador de Turcss e Caicos tem uma bandeira separada, uma bandeira da União com o seu brasão de armas ao centro. Esse design é semelhante às bandeiras dos outros Governadores nos territórios ultramarinos britânicos. A bandeira governamental deve ser usada na Casa do Governo quando o governador estiver em residência ou dentro do território.

## Galeria

### Atualmente em uso

Ensígnia Civil da Ilhas Turcas e Caicos
Bandeira do Governador-Geral